# کلیسای جامع اینسبروک
کلیسای جامع اینسبروک یک کلیسای جامع کاتولیک واقع در تیرول، اتریش می‌باشد. ساخت و ساز این ساختمان ۱۷۲۴ به پایان رسید. معمار این بنا یوهان جیکوب هرکومر است که این بنا را به سبک معماری باروک طراحی کرده‌است.

## نگارخانه

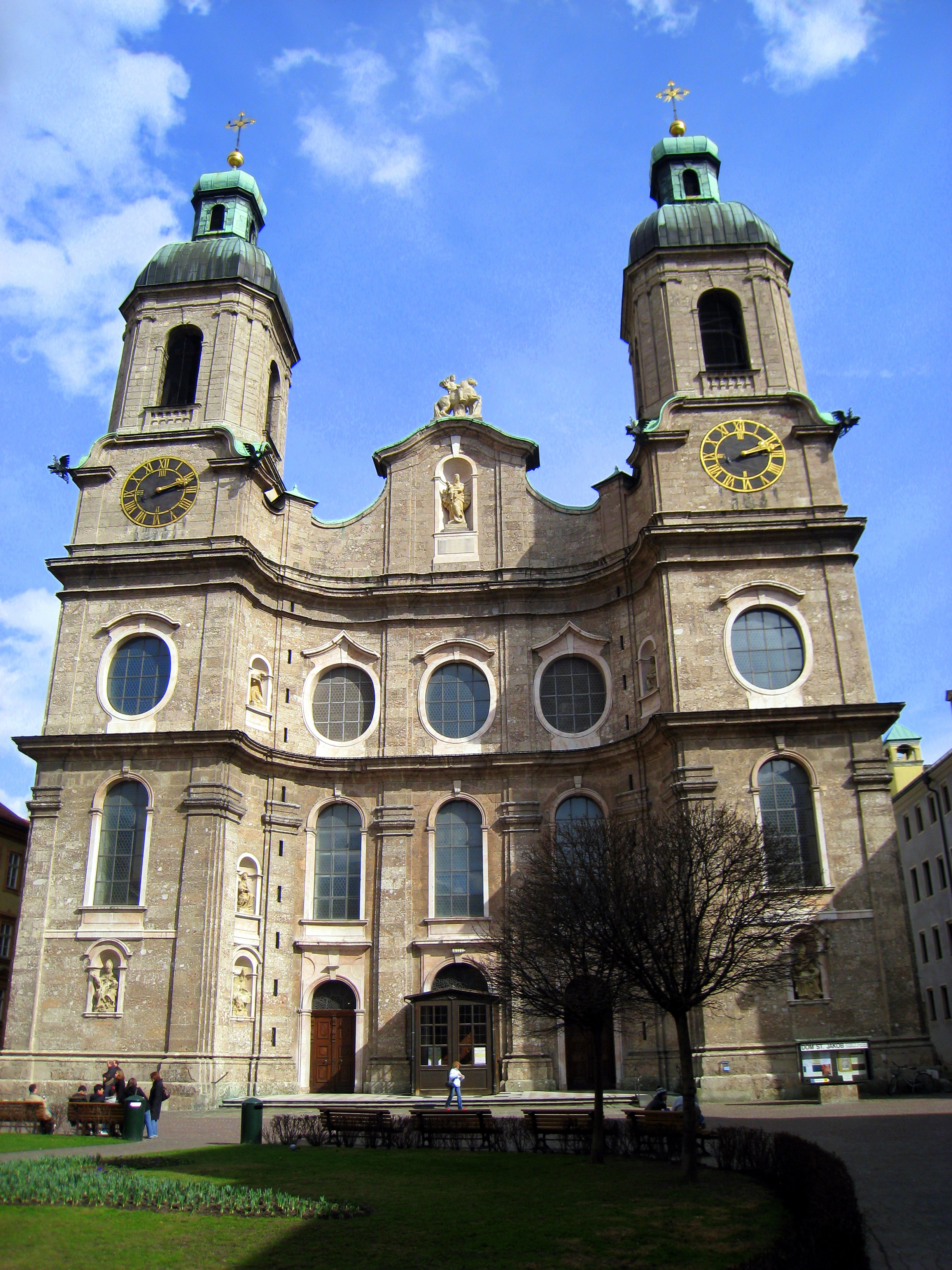
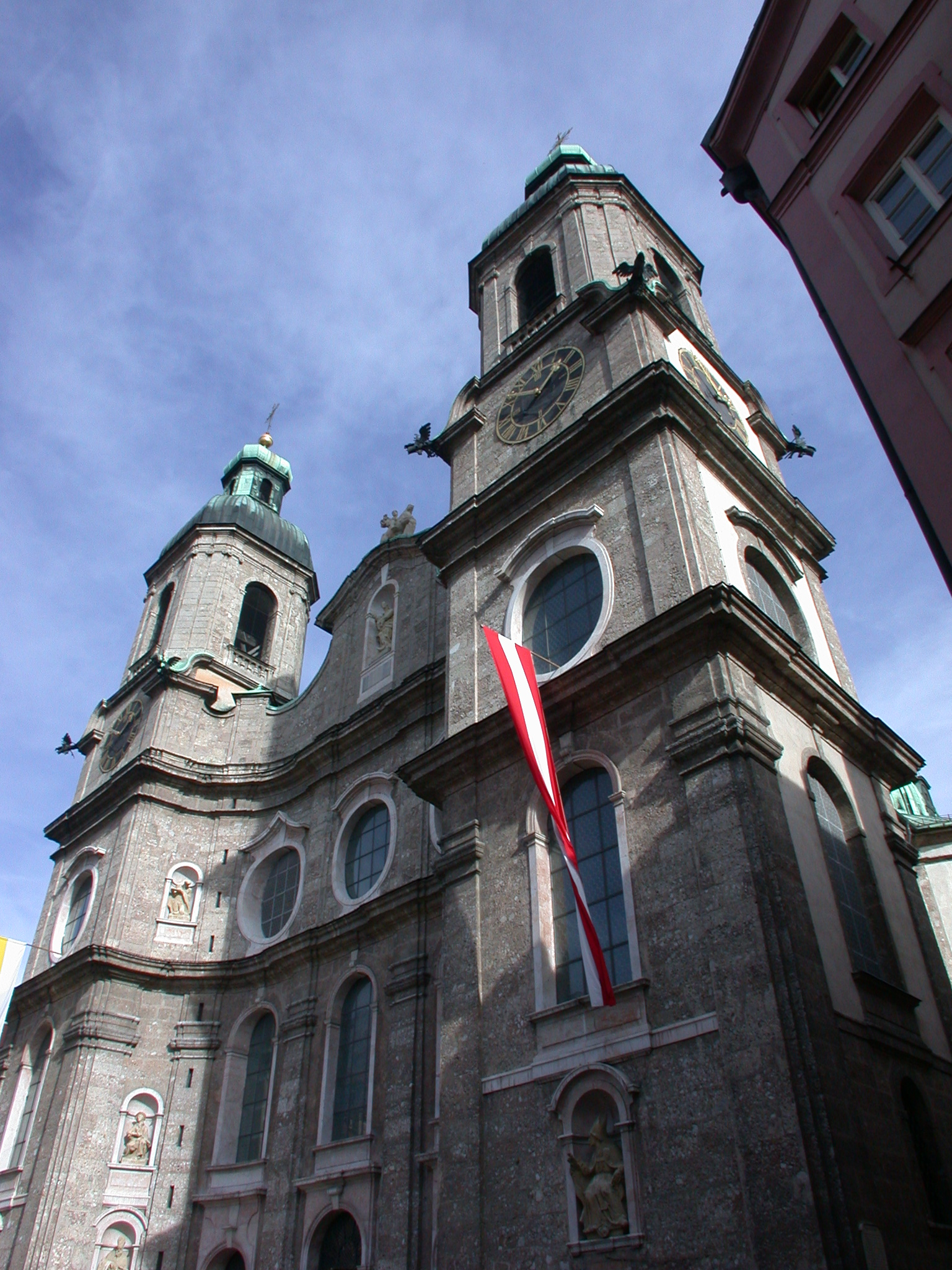
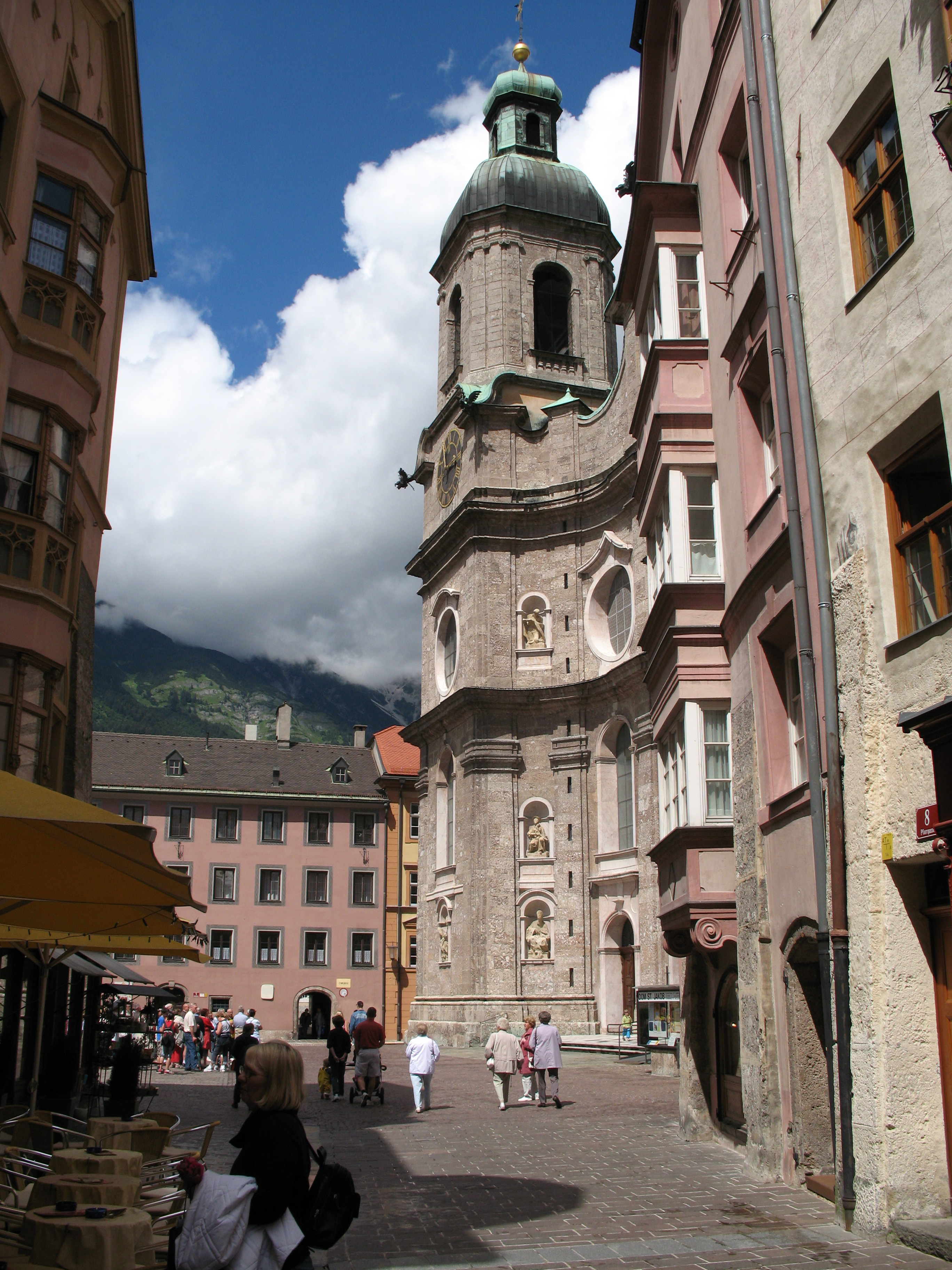
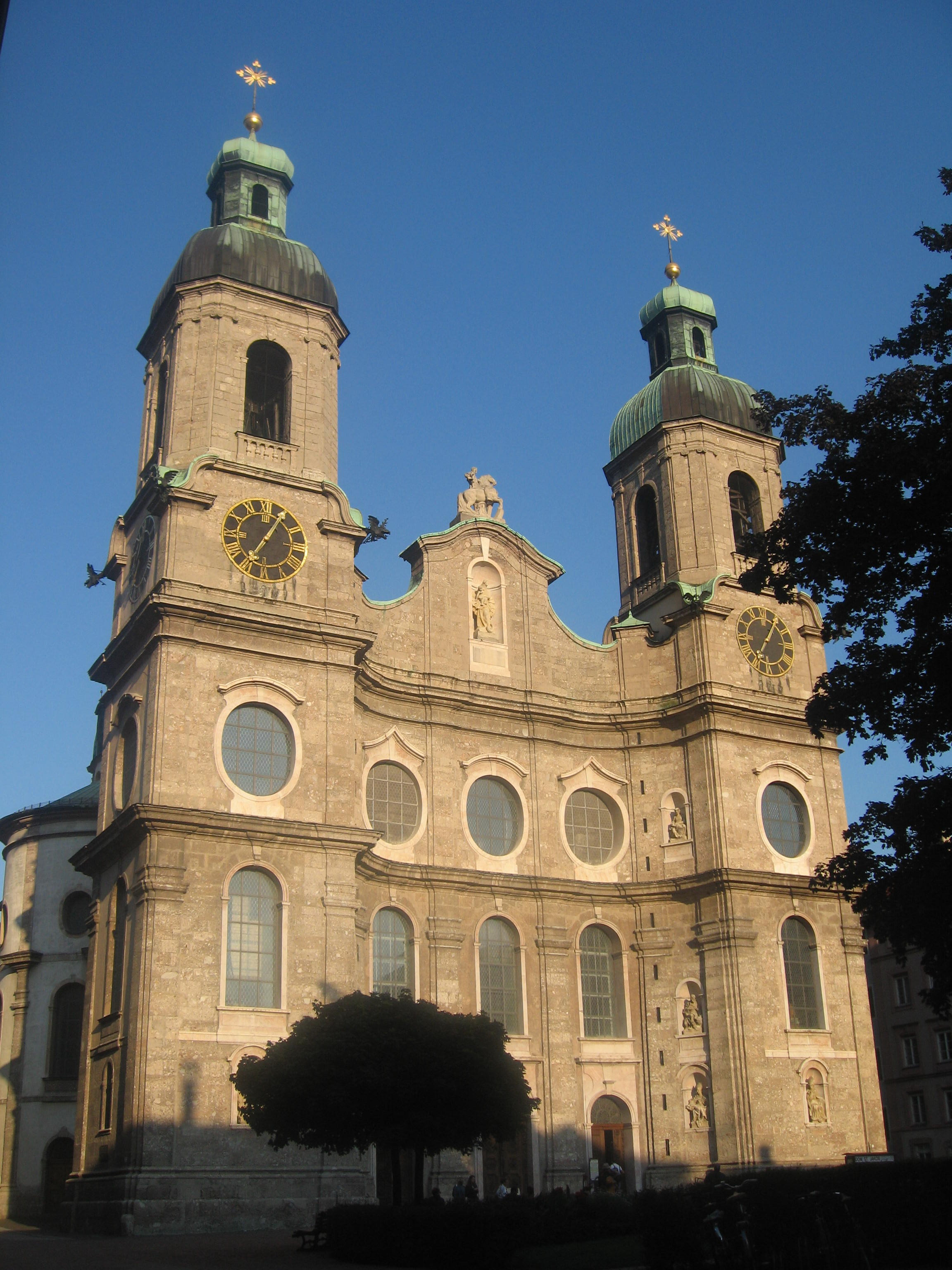
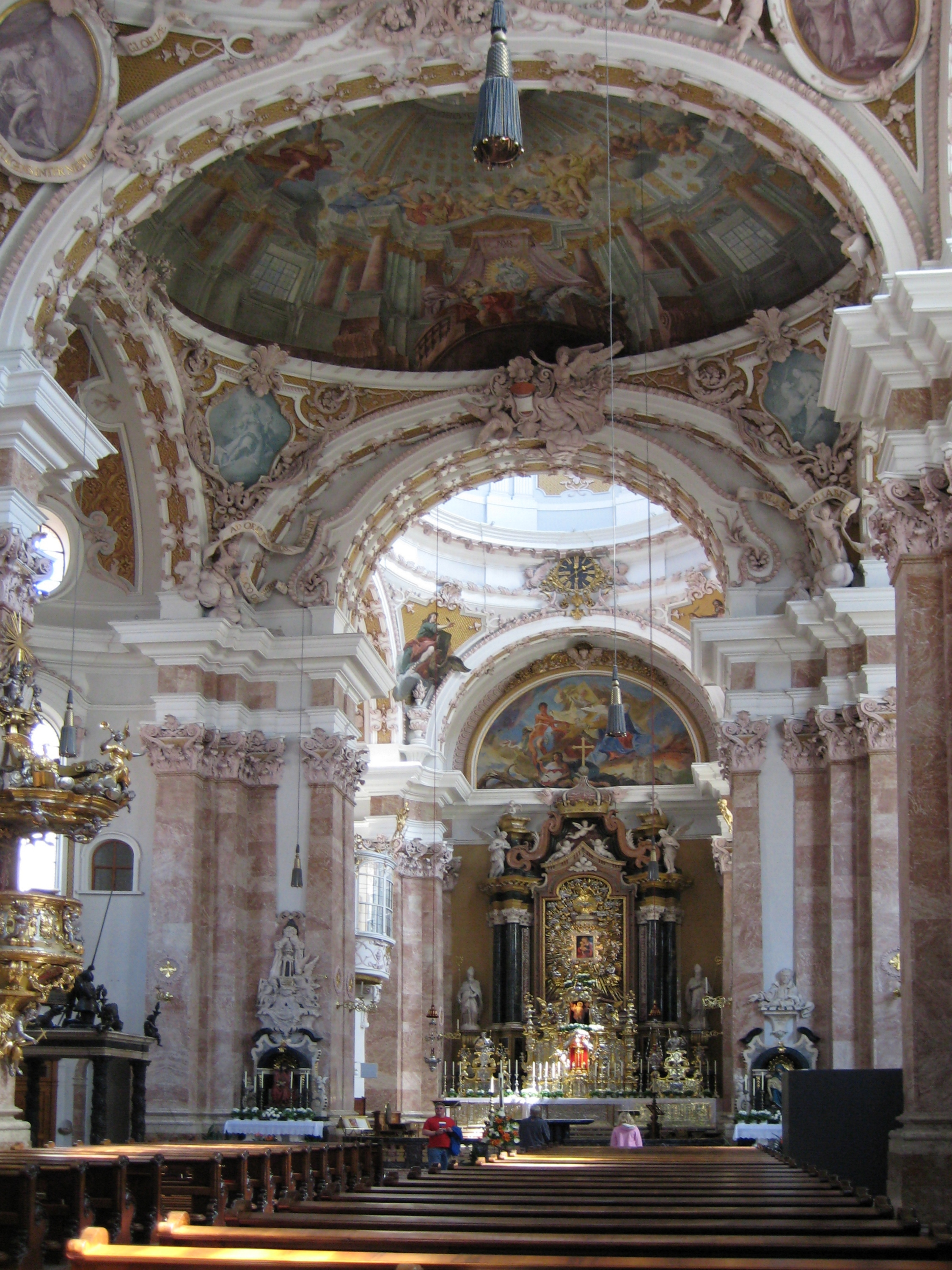
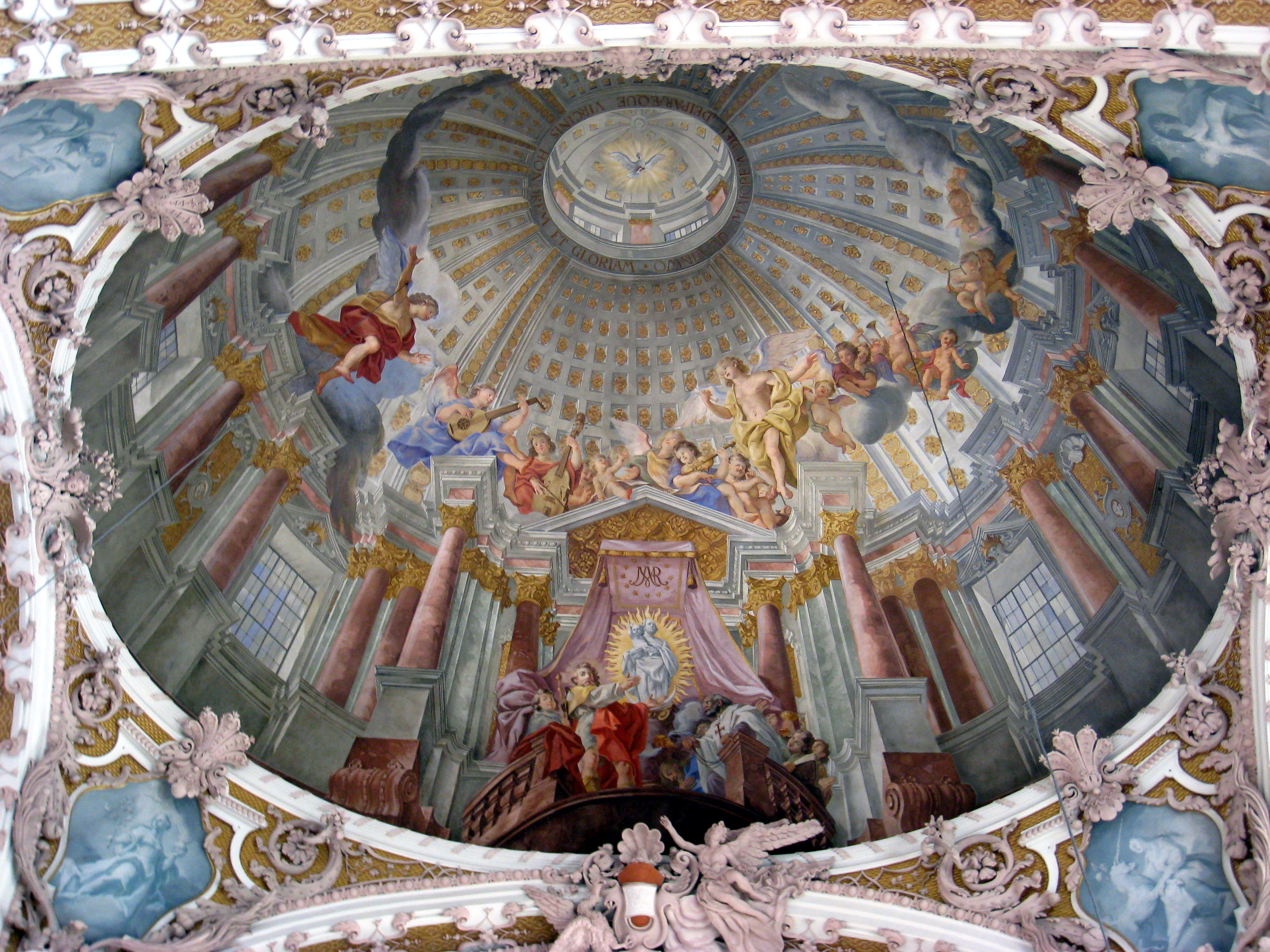
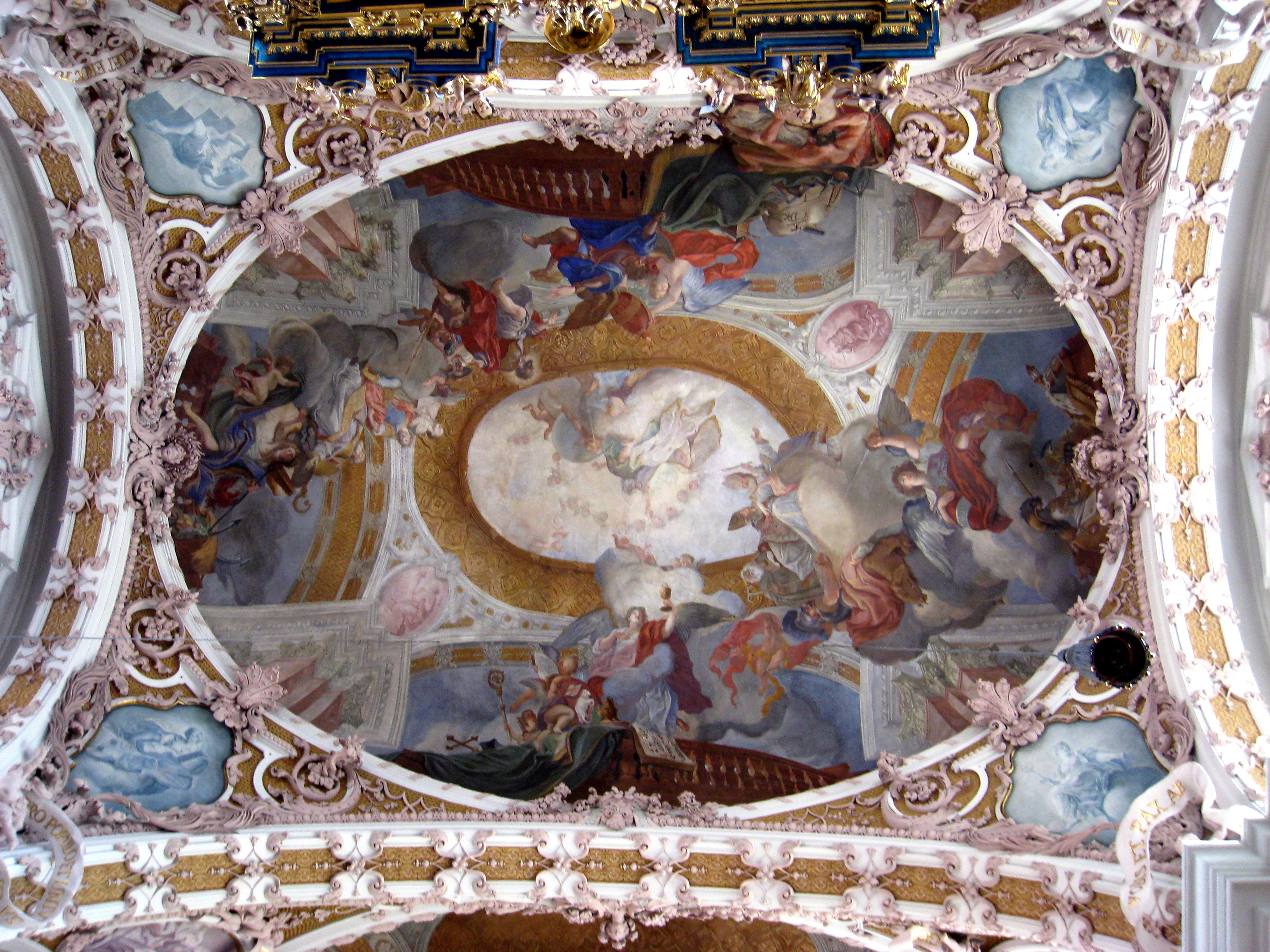
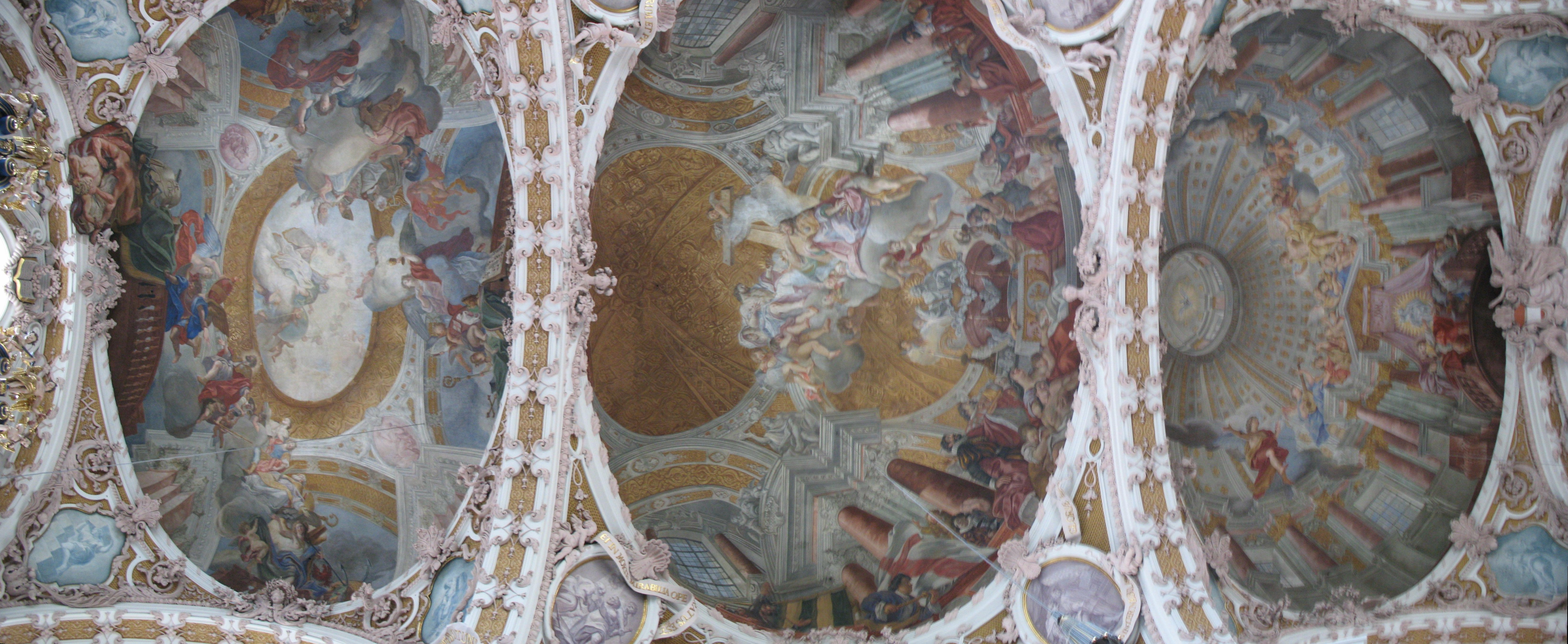
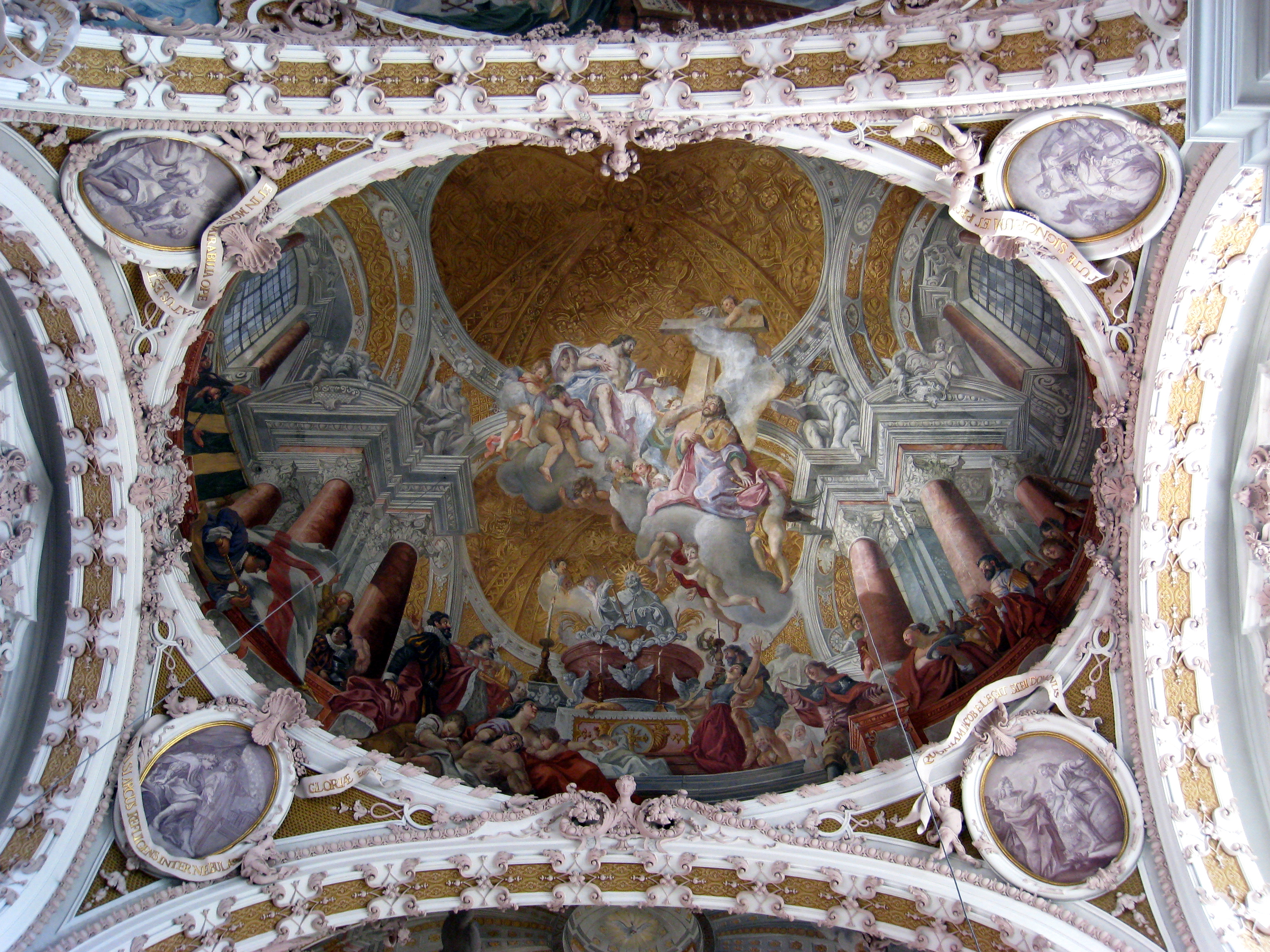
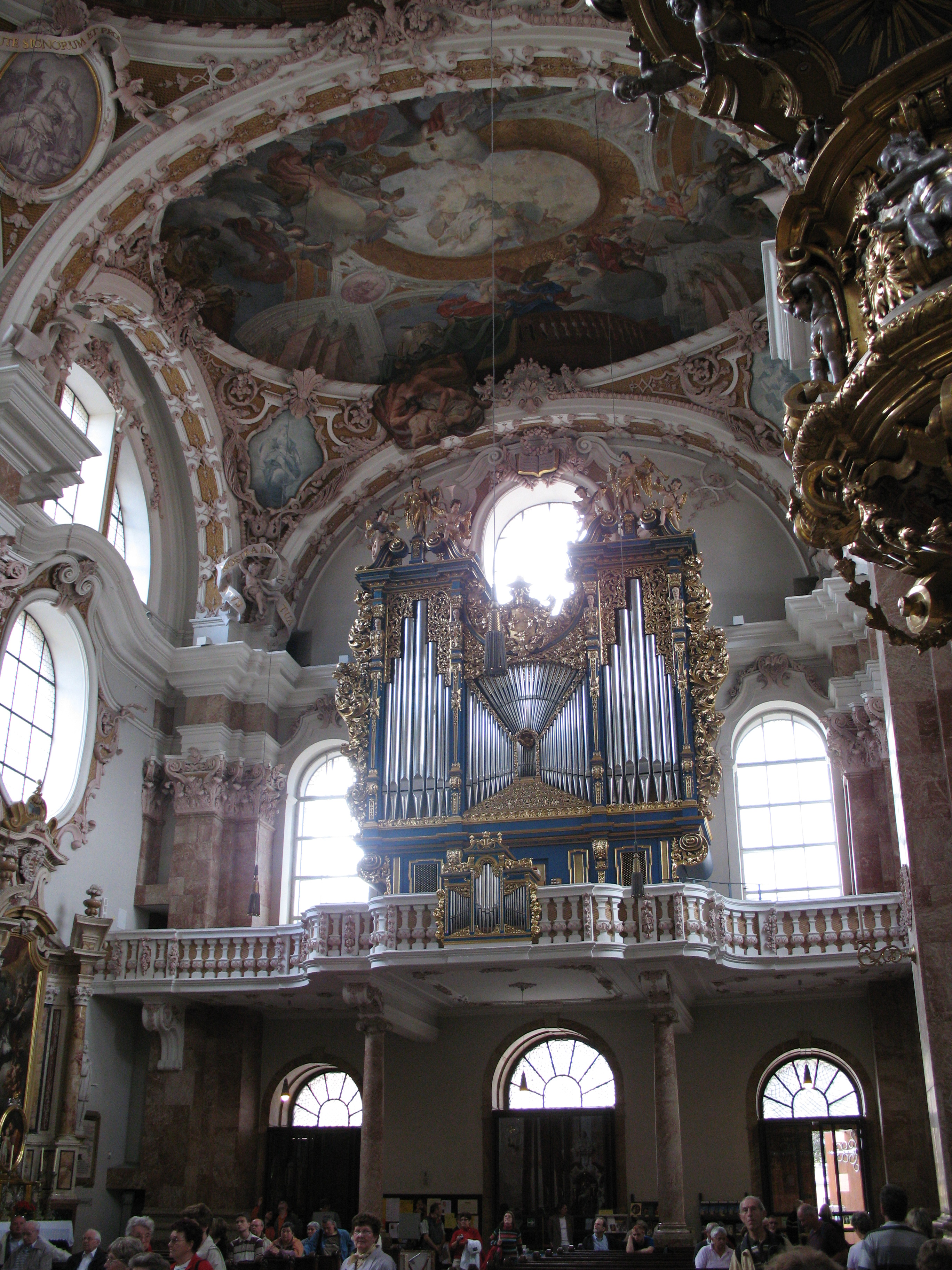
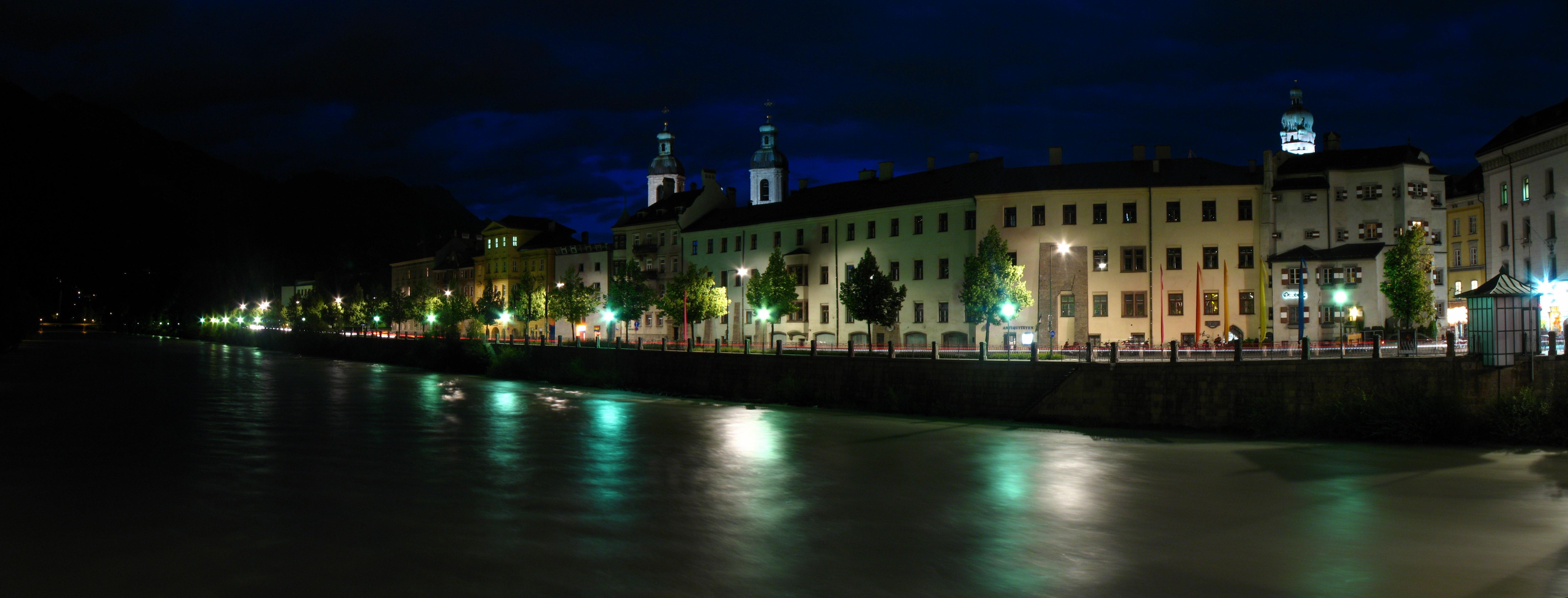
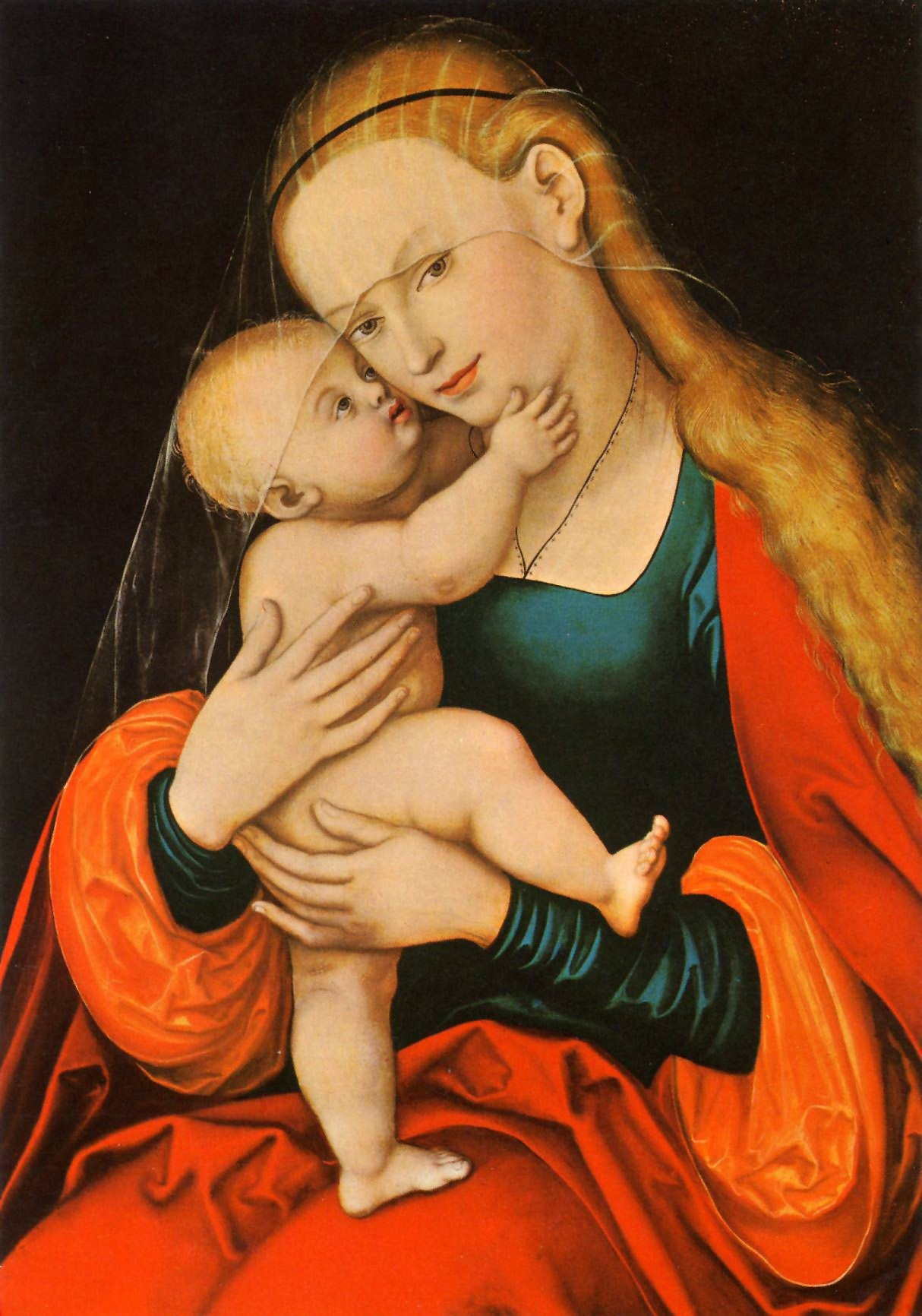